# Adam Kazimierz Kościuszko
Adam Kazimierz Kościuszko  († 1729 oder 1730) war ein polenstämmiger Adeliger in Livland. Er war von 1727 bis 1729 herzoglicher Landhofmeister und Oberrat im Herzogtum Kurland und Semgallen.

## Leben
Seine politische Laufbahn begann zwischen 1698 und 1699 in Warschau, dort war er 1701 im Parlament tätig. Von 1705 bis 1707 war er Stadtkommandant von Grobina in Livland und wurde danach zum Oberburggrafen von Selburg ernannt. Er war nun Mitglied im Oberrat des Herzogtums Kurland und Semgallen und war Mitunterzeichner der ersten herzoglich-kurländischen Verfassung von 1710. Im Jahre 1711 war er als Gesandter des Herzogs an den Zarenhof Peter des Großen (1672–1725) abgeordnet. 1727 wurde er in das Amt des Landhofmeisters berufen. Als dieser trat er für den Zusammenschluss des Königreichs Polen-Litauens, mit den Staatsgrenzen der Polnischen Krone ein, hierzu sollten das Großfürstentum Litauen, Herzogtum Livland, ein zu gründendes Herzogtum Kurland und das vormalige Herzogtum Preußen gehören.  Er verehrte den späteren polnischen König August III. (1696–1763) und unterstützte in einigen politischen Belangen auch den Herzog von Kurland und Semgallen Ferdinand Kettler (1655–1737). Obwohl er einer der wenigen katholischen Würdenträger im Herzogtum war, genoss er auf beiden Seiten großes Ansehen im baltischen Adel.

## Allgemeines
Über sein Privatleben, seine Herkunft und Kościuszkos Familie ist nicht viel bekannt. Auch über die Todesursache ranken sich legendenartige Vermutungen. Er soll mit einer Katarina verheiratet gewesen sein. Zu seinem Besitzgut zählte man einen Gutshof in Pasvalys, einer Stadt im heutigen Litauen. Auch genealogisch sind mehrere Unstimmigkeiten verbreitet, einige polnische und belarussische Quellen verweisen ebenfalls auf eine Verwandtschaft mit dem polnisch-belarussischen Nationalhelden Tadeusz Kościuszko.